# Giuseppe Pagni
Giuseppe Pagni (Milano, 15 agosto 1914 – ...) è stato un calciatore italiano, di ruolo centrocampista.

## Carriera
Debutta in Serie A nella stagione 1933-1934 con il Milan, disputando nel corso di quattro anni con i rossoneri due gare in campionato ed una in Coppa Italia. ha esordito in Serie A il 4 marzo 1934 nella partita Padova-Milan (0-0).
Nel 1938 viene prelevato dal Fanfulla, con cui disputa tre campionati di Serie B scendendo in campo per 82 volte. Nel 1941 si trasferisce al Savona, giocando per un'altra stagione in Serie B e segnando una rete in 6 partite.

## Palmarès

### Club

#### Competizioni nazionali
- Serie C: 1

Fanfulla: 1937-1938